# 下山镇
下山镇，是中华人民共和国贵州省黔西南布依族苗族自治州兴仁市下辖的一个乡镇级行政单位。

## 行政区划
下山镇下辖以下地区：
下山社区、高武社区、厂头村、大坝村、茅坪村、马乃营村、大石村、马乃屯村、哨上村、白岩村、民族村和苦森箐村。